# (6711) Holliman
(6711) Holliman ist ein Asteroid des Hauptgürtels, der am 30. April 1989 von der US-amerikanischen Astronomin Eleanor Helin am Palomar-Observatorium (IAU-Code 675) entdeckt wurde.
Der Asteroid wurde am 5. Oktober 1998 nach dem US-amerikanischen Journalisten John Holliman (1948–1998) benannt, der zu den Gründungsreportern von CNN gehörte und im Januar 1991 weltweite Bekanntheit erlangte, als er einer von drei westlichen Journalisten in Bagdad war (zusammen mit Bernard Shaw und Peter Arnett), die für CNN den Ausbruch des ersten Golfkriegs live kommentierten.